# 렉스 리스

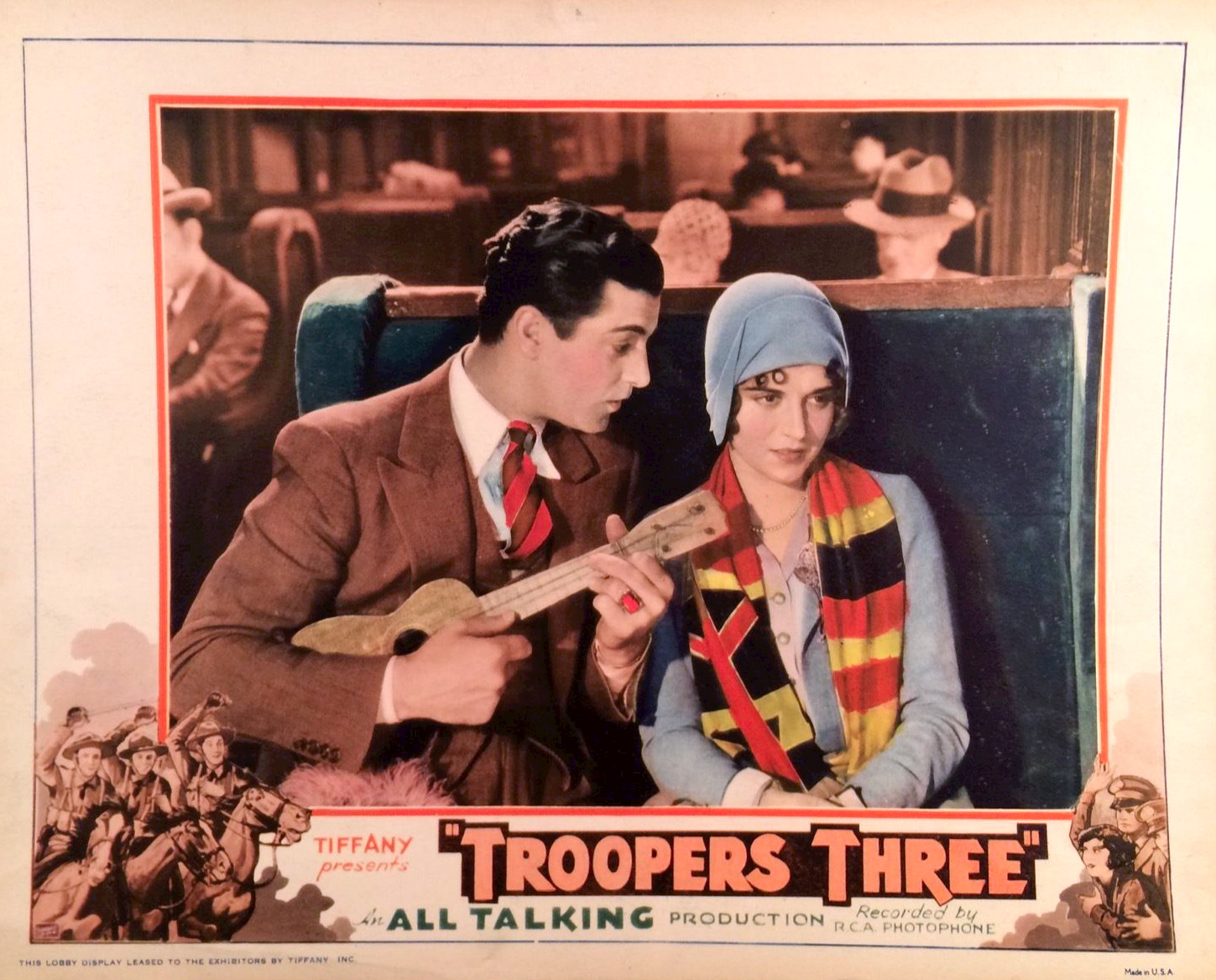

렉스 리스(Rex Lease, 1903년 2월 11일 ~ 1966년 1월 3일)는 미국의 배우이다.
웨스트버지니아주에서 태어났으며 밴나이즈에서 사망하였다.

## 영화
- 빗물 가득 (1957년)
- 프로디갈 (1955년)
- 캘러미티 제인 (1953년)
- 애보트와 코스텔로 4 (1952년)
- 잔인한 힘 (1947년)
- 캐년 패시지 (1946년)
- 미트 미스 바비 삭스 (1944년)
- 콜벳 K-225 (1943년)
- 멘 오브 텍사스 (1942년)
- 미이라의 무덤 (1942년)
- 샤도우 (1940년)
- 분노의 포도 (1940년)
- 돌아온 론 레인저 (1939년)
- 스윙 잇, 세일러! (1938년)
- 미드나잇 모랄스 (1932년)